# Salzbergen
Salzbergen is een gemeente in het Duitse landkreis Eemsland in de deelstaat Nedersaksen, ten noorden van Rheine. De gemeente telt 7.786 inwoners. Het ligt in het zuidelijke deel van het district Eemsland.

## Geografie
Salzbergen ligt in het zuidelijke deel van het district Eemsland. Door het oosten van het dorp Salzbergen stroomt de Eems, die hier alleen voor kano's en kleine roeibootjes bevaarbaar is. Meer oostelijk, tussen Ortsteil Holsten-Bexten en buurgemeente Spelle, loopt het Dortmund-Eemskanaal.

### Buurgemeenten
- In het zuiden: Neuenkirchen
- In het zuidoosten: Rheine
- In het oosten: Spelle
- In het noorden: Emsbüren
- In het westen: Schüttorf.

## Indeling van de gemeente
De gemeente is verdeeld over vier dorpsgebieden (Ortsteile):
|  | 1. Holsten-Bexten (1.596) 2. Hummeldorf (258) 3. Salzbergen (5.840) 4. Steide (416) |

De getallen tussen haakjes zijn de aantallen inwoners anno 2018.

## Verkeer, vervoer
Salzbergen ligt in het zuidelijke deel van het district Eemsland, aan de Bundesautobahnen A30 Amsterdam - Osnabrück - Berlijn,  en A31. De A30 loopt direct noordelijk om Salzbergen heen; vanaf afrit 6 bereikt men het dorp; de A31 kruist circa 6 km ten noordwesten van Salzbergen de A30 bij Kreuz Schüttorf.
Rheine ligt 9 km naar het oosten via de L501.
Station Salzbergen ligt aan de spoorlijn Almelo - Salzbergen, die hier aftakt van de spoorlijn Hamm - Emden. Aan deze laatste lijn takt direct ten zuidoosten van het station  een kort zijspoor naar de olieraffinaderij aan. Openbaar vervoer per bus in en rondom de gemeente is beperkt tot enige voor vervoer van scholieren bedoelde spitsbuslijnen.

### De Noorder Spoorweg Maatschappij Harlingen-Salzbergen-Rheine
Tegelijkertijd met de aanleg van spoorwegen van staatswege, vanaf 1860, en de vorming van het Staatsspoorbedrijf, later de Nederlandse Spoorwegen, vormden een aantal mensen, waaronder de heren Sprenger en Heemstra, de 'Noorder Spoorweg Maatschappij'. Het doel hiervan was om de haven van Harlingen, tot 1900 op afstand de derde Nederlandse zeehaven na Rotterdam en Amsterdam, beter op het Europese spoorwegnet aan te sluiten. In vier zeer gedetailleerde mappen werd het spoortraject tussen Harlingen en Salzbergen via Zwolle-Almelo getoond. Het geplande stationsgebouw in Harlingen benaderde in omvang zelfs het Centraal Station van Amsterdam. Dat de spoorwegplannen naar Salzbergen en via de Afsluitdijk niet doorgingen, heeft naast geografische ontwikkelingen vooral ook te maken met politieke beslissingen ten nadele van de Noord-Nederlandse spoorinfrastructuur.

## Economie

De olieraffinaderij

In 1860 werd, oorspronkelijk ter winning van aardolie uit oliehoudende leisteen, bij Salzbergen een olieraffinaderij opgericht. Dit bedrijf maakte vele ontwikkelingen en veranderingen van eigenaar door, en is verreweg de belangrijkste onderneming van de gemeente gebleven. De raffinaderij koopt halfproducten, waaronder veel stoffen, die andere raffinaderijen als residu of als afvalstof beschouwen, in, en verwerkt deze tot speciale olieproducten voor de farmaceutische industrie, weekmakers en bitumen voor asfaltfabrieken. Bijzonder is, dat de voor het productieproces benodigde energie in de vorm van stoom ten dele wordt opgewekt door het verbranden van huisvuil uit de regio.
GE Wind heeft te Salzbergen een productielocatie van windturbines en haar hoofdkantoor voor Duitsland. Er werken circa 1.700 mensen.
Van 1954 tot 1976 stond er een landbouw- en veeteeltproefstation in Salzbergen. Na de sluiting ontstond op de locatie een bedrijventerrein, waar zich midden- en kleinbedrijf van lokaal en regionaal belang heeft gevestigd. Dit bedrijventerrein, direct oostelijk aangrenzend aan de raffinaderij en de GE Wind-locatie, ligt aan de zuidkant van Salzbergen, aan de weg naar Neuenkirchen.
In het verleden heeft de bevolking verder hoofdzakelijk van de veeteelt geleefd. De landbouw blijft een rol spelen en in de gemeente zijn veel schapen-, pluimvee- en varkenshouderijen te vinden.

## Geschiedenis
In de 12e eeuw wordt Salzbergen voor het eerst in enkele schenkingsoorkonden van plaatselijke ridders vermeld. De plaatsnaam Salzbergen gaat terug op winning van keukenzout, die er in die tijd is geweest. Sinds de 13e eeuw valt Salzbergen onder het Oberstift Münster, maar in tegenstelling tot de rest van dit gebied werd het na het Congres van Wenen niet bij Pruisen, maar bij Hannover gevoegd. Daar viel het onder het ambt Lingen. Na de Pruisische annexatie van Hannover (1866) ging Salzbergen tot het district Lingen behoren, dat in 1977 opging in het district Eemsland.
In 1865 werd een spoorlijn geopend tussen Salzbergen en de Nederlandse plaats Almelo, die van wezenlijk belang werd voor de ontwikkeling van de textielindustrie in Twente, en een schakel vormt in de verbindingen tussen Amsterdam en Berlijn.
In de Tweede Wereldoorlog werd Salzbergen enige malen door geallieerde luchtaanvallen verwoest. De reeds sinds 1860 in de gemeente aanwezige olieraffinaderij, en het logistiek-strategische spoorwegemplacement, waren de doelen van deze bombardementen. Het zwaarste bombardement was op 6 maart 1945. Daarbij vielen zeker 40 doden in het dorp, onder wie een aantal kinderen.

## Bezienswaardigheden
- De rooms-katholieke Sint-Cyriacuskerk te Salzbergen (bouwjaar 1903) met in het interieur een 16e-eeuws Mariabeeld (Gnadenbild Klünsche Madonna), incidenteel doel van  bedevaarten.
- Het Feuerwehrmuseum (brandweermuseum), met in de collectie o.a. een nog werkende stoombrandspuit uit het jaar 1901
- Het oorspronkelijk 13e-eeuwse, omgrachte kasteel Stovern met fraaie kapel en uitgebreid kasteelpark en -bos is incidenteel ook van binnen te bezichtigen. Het ligt 2 km ten zuiden van het dorp. In de bossen ten westen en zuidwesten van het kasteel is het goed wandelen.
- Twee km ten westen van Salzbergen ligt het 42 ha grote natuurreservaat Steider Keienvenn (laagveen, een verlandend meertje, broekbos).
- De historische stoomlocomotief type 043 196-5, gebouwd bij Krupp in 1942 is bij het station als museumstuk opgesteld. Dit is de laatste stoomlocomotief, die nog voor de Deutsche Bundesbahn heeft gereden (tot 1977, op het traject Emden - Rheine).

## Afbeeldingen

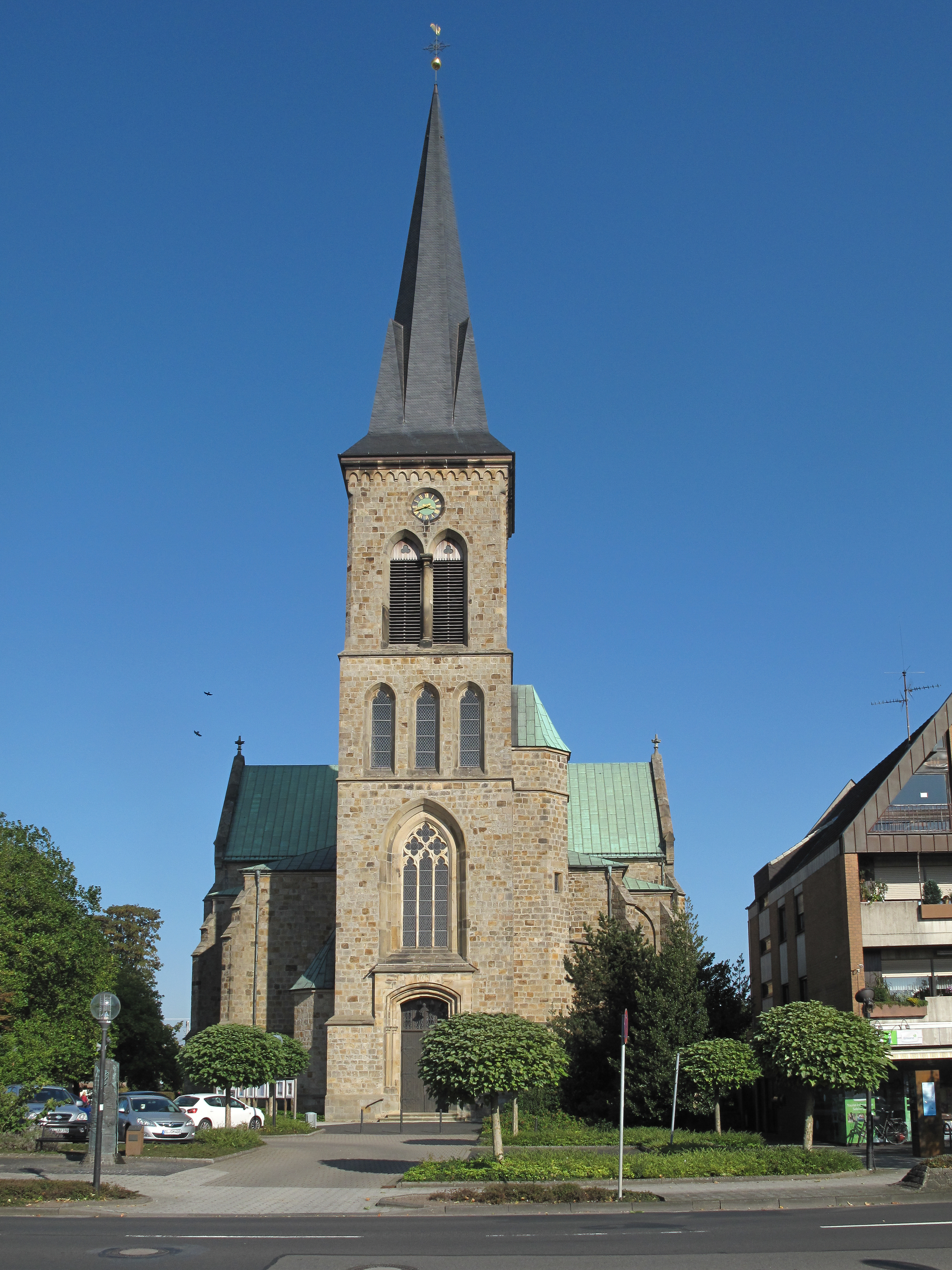
Salzbergen, St. Cyriacuskerk
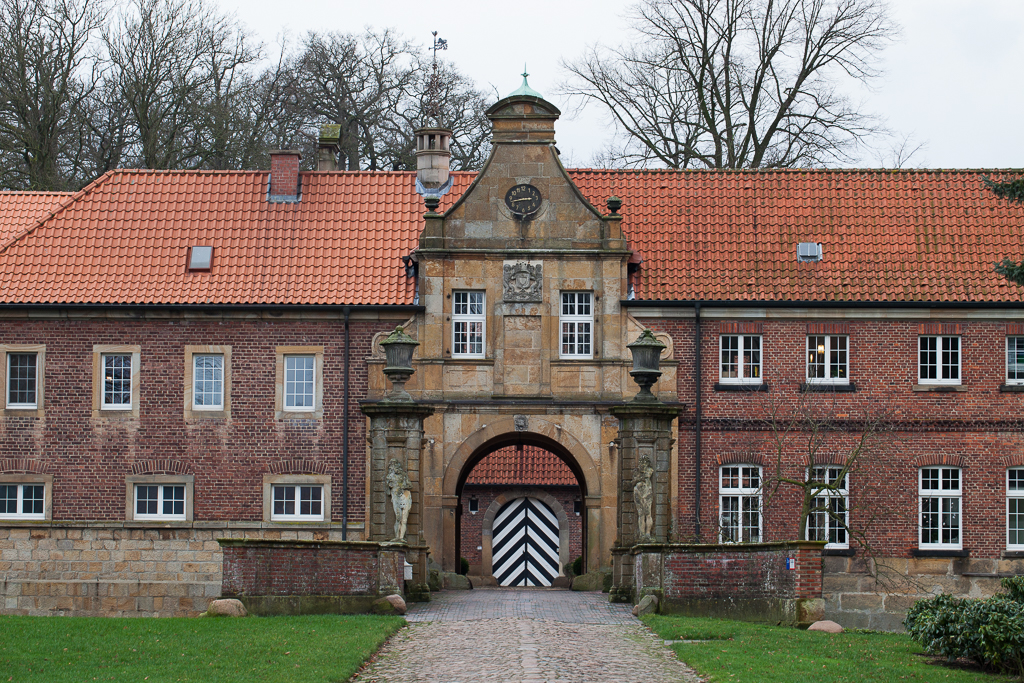
Kasteel Stovern
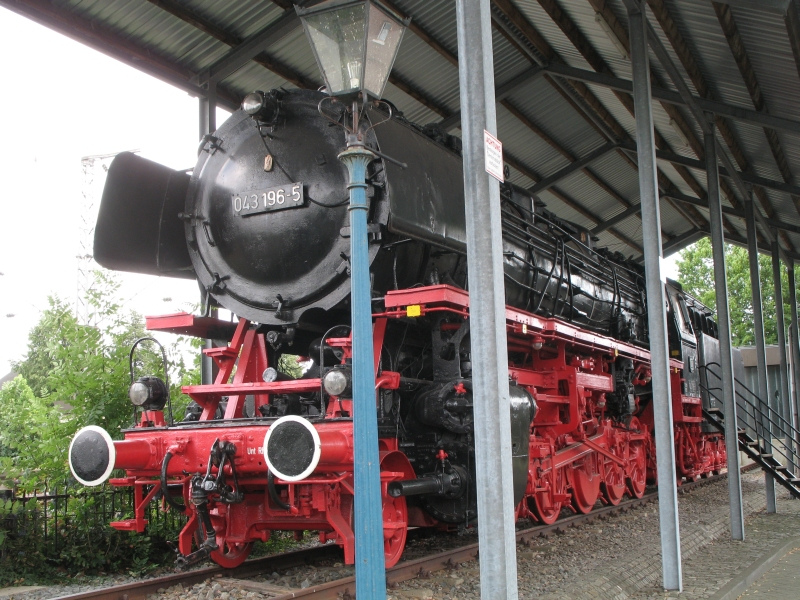
Historische stoomloc

## Belangrijke personen in relatie tot de gemeente
- Wilhelm Heinrich Lepenau (* 30 juli 1838 in Hanau als Wilhelm Heinrich Levinau; † 19 oktober 1901 in Baden-Baden), oprichter en bijna 40 jaar lang directeur van de raffinaderij te Salzbergen, ereburger van de gemeente
- Gaby Baginsky (* Salzbergen, 21 februari 1954), schlagerzangeres

## Sport en recreatie
Salzbergen is gelegen aan de Europese wandelroute E11, ter plaatse Töddenweg of Handelsweg geheten. De E11 loopt van Den Haag in Nederland naar Tallinn in Estland.

## Partnergemeente
- Krzanowice, Polen, sedert mei 2006